# Đồng bào
Đồng bào là một cách gọi của người Việt Nam có ý coi nhau như con cháu của cùng tổ tiên sinh ra. Theo nghĩa đen, "đồng bào" (同胞) có nghĩa là "cùng một bọc" hay là "cùng một bào thai" và chỉ anh em ruột thịt cùng cha cùng mẹ [theo truyền thuyết Âu Cơ-Lạc Long Quân sinh ra mọc trứng nở trăm con]. Người Việt Nam ở nước ngoài (Việt kiều) cũng được gọi là kiều bào, nghĩa là đồng bào ở nước ngoài.

## Sử dụng
Hiện nay trong văn nói cũng như văn viết tại Việt Nam, từ đồng bào được sử dụng rất rộng rãi và bao phủ hầu hết các đối tượng, có thể nói trong nhiều hoàn cảnh nó được dùng để thay thế từ nhân dân hay người dân Việt Nam.